# Rymmen
Rymmen är en sjö i Alvesta kommun och Värnamo kommun i Småland och ingår i Lagans huvudavrinningsområde. Sjön är 11,3 meter djup, har en yta på 13,4 kvadratkilometer och befinner sig 175 meter över havet. Sjön avvattnas av vattendraget Skålån (Storån). Vid provfiske har bland annat abborre, braxen, gers och gös fångats i sjön. Sjöns norra del kallas Hultasjön.

## Delavrinningsområde
Rymmen ingår i det delavrinningsområde (633055-141096) som SMHI kallar för Utloppet av Rymmen. Medelhöjden är 188 meter över havet och ytan är 46,51 kvadratkilometer. Räknas de 67 delavrinningsområdena uppströms in blir den ackumulerade arean 1 095,02 kvadratkilometer. Skålån (Storån) som avvattnar avrinningsområdet har biflödesordning 2, vilket innebär att vattnet flödar genom totalt 2 vattendrag innan det når havet efter 172 kilometer. Delavrinningsområdet består mestadels av skog (56 procent). Avrinningsområdet har 13,51 kvadratkilometer vattenytor vilket ger det en sjöprocent på 29 procent.

## Fisk
Vid provfiske har följande fisk fångats i sjön:
- Abborre
- Braxen
- Gärs
- Gös
- Lake
- Löja
- Mört
- Siklöja